# Megalopta genalis
Megalopta genalis är en biart som beskrevs av Meade-waldo 1916. Megalopta genalis ingår i släktet Megalopta och familjen vägbin. Inga underarter finns listade i Catalogue of Life.